# Josef Peters
Josef Peters (Düsseldorf, 16 september 1914 – aldaar, 24 april 2001) was een Formule 1-coureur uit Duitsland. Hij nam deel aan zijn thuisrace in 1952 voor het team Veritas, maar finishte niet en scoorde dus geen WK-punten.